# كارل ستيفنز
كارل ستيفنز (بالإنجليزية: Karl Stevens)‏ (21 نوفمبر 1978، كونكورد في الولايات المتحدة)؛ رسام وروائي أمريكي.